# 闭果衣科
闭果衣科为巢衣菌目的一科真菌。

## 下属分类
- Pyrgidium
- 闭果衣属 Sphinctrina